# Hermann Goldhagen
Hermann Goldhagen (* 14. April 1718 in Mainz; † 22. April 1794 in München) war ein deutscher römisch-katholischer Theologe und Hochschullehrer.

## Leben
Goldhagen war Sohn eines Mainzer Kaufmanns. Er trat 1735 in den Jesuitenorden ein und lehrte von 1746 bis 1756 an den Jesuitenkollegien von Mannheim und Mainz die Humaniora. Er war Doktor der Theologie und kurpfälzischer Geistlicher Rat. Von 1756 bis 1764 war er Professor der Exegese an der Universität Mainz. Er zeichnete sich als konservativer Theologe aus, erfreute sich der Beliebtheit bei der Regierung von Kurmainz und wurde 1766 Provinzial sowie später Leiter des Noviziates. Letzteres Amt hatte er bei der Aufhebung des Ordens inne.
Goldhagen verblieb auch nach der Aufhebung des Jesuitenordens in Mainz und galt dort weiterhin als einflussreicher Theologe. Mit seinem Religionsjournal, das er von 1776 bis 1785 herausgab, war er ein zentraler Akteur der antiaufklärerischen Bewegung in Mainz. So gehörte er zu den stärksten Gegnern von Johannes Lorenz Isenbiehl. 1792 zog er zu seinem Bruder nach München. Dort wurde er zu einem kurfürstlich bayerischen Rat ernannt.

## Werke (Auswahl)
- Rhetorica explicata et applicata ad eloquentiam civil. et eccles, Mannheim 1760.
- Introductio In Sacram Scripturam Veteris Ac Novi Testamenti, 3 Bände, Häffner, Mainz 1765–1768.
- Grundlehren des Christenthums, Wailandt, Mainz 1771.
- Religionsjournal, 10 Jahrgängen à 10 Hefte, Mainz 1776–1785.